# Kostel Nanebevzetí Panny Marie (Slatina)
Kostel Nanebevzetí Panny Marie ve Slatině v okrese Nový Jičín je římskokatolický chrám, chráněný od roku 2008 jako kulturní památka.

## Historie
Původně byl kostel postaven v románském slohu na přelomu 13. století.[zdroj?] První zmínka pochází z roku 1461. Situován je v okolí hřbitova na místě původní farní osady Plotiště. V roce 1760 byl přestavěn v barokním slohu – byla přistavěna sakristie. Další rekonstrukce proběhla roku 1876, kdy byl kostel upraven klasicistně a byla přistavěna věž. 
Generální oprava kostela byla provedena v roce 2014 a zahrnula i hřbitovní zeď a márnici.